# Žerdevskij rajon
Lo Žerdevskij rajon (in russo Жердевский район?) è un rajon dell'Oblast' di Tambov, nella Russia europea; il capoluogo è Žerdevka. Istituito nel 1928, ricopre una superficie di 1397,77 chilometri quadrati.